# Euscorpius salentinus
Espèce
Euscorpius salentinus est une espèce de scorpions de la famille des Euscorpiidae.

## Distribution
Cette espèce est endémique des Pouilles en Italie. Elle se rencontre dans le Salento.

## Étymologie
Son nom d'espèce lui a été donné en référence au lieu de sa découverte, le Salento.

## Publication originale
- Tropea, 2017 : Reconsideration of some populations of Euscorpius sicanus complex in Italy (Scorpiones: Euscorpiidae). Arachnida - Rivista Aracnologica Italiana, vol. 3, no 11, p. 2-60.